# Carl Friedrich Schoultz von Ascheraden

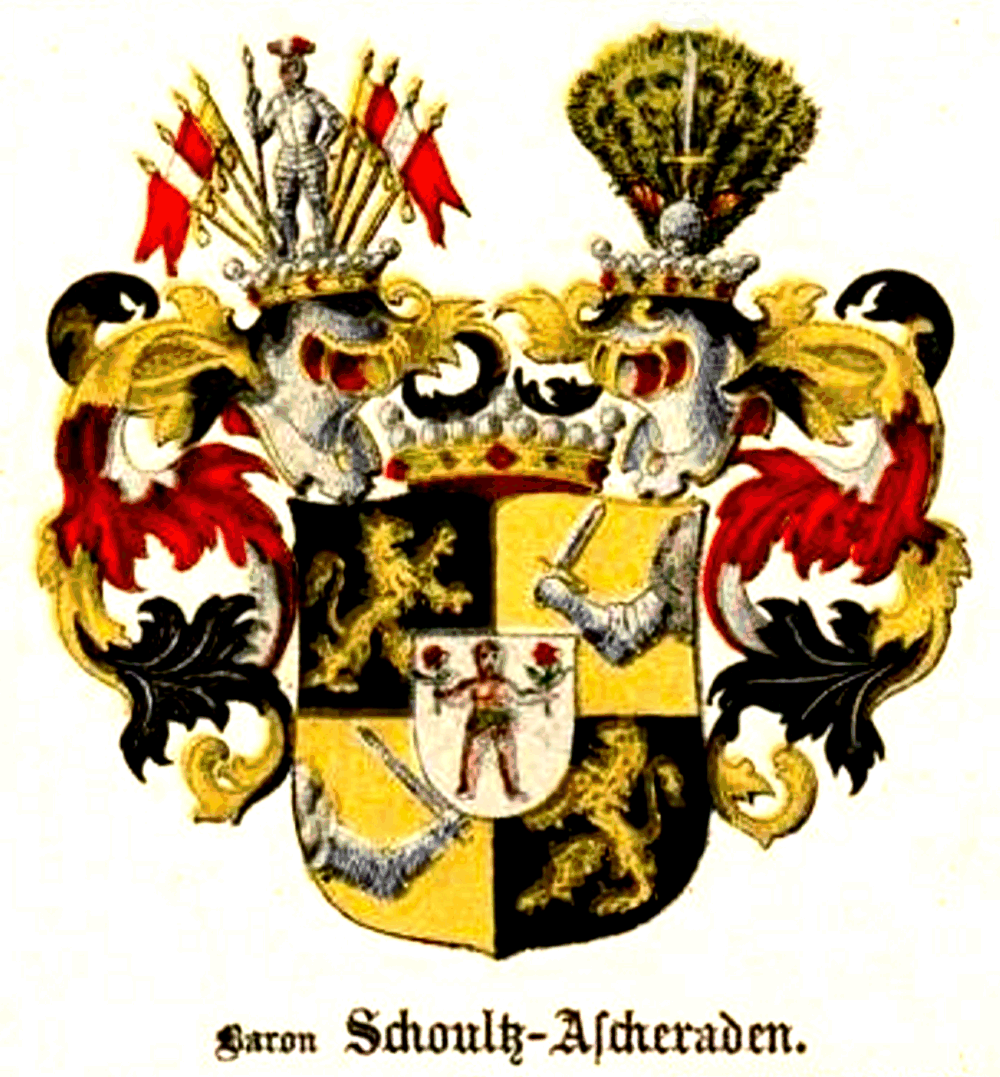
Familienwappen der Freiherren Schoultz von Ascheraden

Freiherr Carl Friedrich Schoultz von Ascheraden, auch Karl Friedrich Schoultz von Ascheraden (* 19. Januar 1720 in Laupa, Estland; † 21. Januar 1782 in Ascheraden, Lettland) war ein schwedisch-baltischer Freiherr und Landespolitiker. Er setzte sich als Landrat für die livländische Bauernschaft ein und war ein Gegner der Leibeigenschaft.

## Werdegang
Die militärische Laufbahn von Carl Friedrich begann 1732 als Kadettenschüler im Kadettenkorps in Sankt Petersburg. Ab 1739 war er Kornett im Braunschweigischen Kürassier-Regiment. 1741 diente er als russischer Kapitän im Dragoner-Regiment und reichte 1743 seinen Abschied ein. Er lebte von da an in Ascheraden und reiste nach Berlin und Böhmen. 1747 wurde er zum Kassadeputierten der Livländischen Ritterschaft ernannt. Von 1759 bis 1765 war er livländischer Landrat und war in dieser Eigenschaft von 1761 bis 1764 Delegierter der Livländischen Ritterschaft in Sankt Petersburg und Moskau zu den Verhandlungen über die Privilegien der Ritterschaft und des neuen Landrechts. 1779 war er als Vertrauensmann der Livländischen Ritterschaft bei den Verhandlungen über die Einführung der Statthalterverfassung.

## Ascheradensches und Römershoffsches Bauernrecht
1764 erließ er für seine Besitzungen das nach ihm benannte „Ascheradensche und Römershoffsche Bauernrecht“, welches erstmals in lettischer Sprache veröffentlicht wurde. Mit dieser Zusage erhielten die Bauern das Recht auf Eigentum und Besitz von eigenem Land. Sie unterlagen nicht mehr der herrschaftlichen Hauszucht, durften nicht mehr gewaltsam von ihrem Landbesitz vertrieben werden und erhielten Klagerecht. Vielfach wurden Rechte und Schutzregelungen der Schwedenzeit wiedereingesetzt. Damit wurde ein maßgeblicher Schritt gegen die Leibeigenschaft im Baltikum gegangen. Das „Ascheradensche und Römerhoffsche Bauernrecht“ wurde als eine Art Verfassungsurkunde für seine Leibeigenen gedruckt, in ihm fand die Anerkennung der Menschen- und Staatsbürgerrechte einen deutlichen Nachdruck. Nicht in allen Kreisen und besonders nicht in der Mehrheit der adligen Standesgenossen fand dieses Bauernrecht Zustimmung. Die Ritterschaft lehnte seine Schriften 1765 spottend ab und verweigerte auch, sie als bleibendes Recht auf Schoultzes eigenen Gütern anzuerkennen, da er damit die Rechte seiner Nachkommen beschneide. Für seine Bemühungen, die auf seinem Gut seinen Tod größtenteils nicht überdauerten, wurde er vom Aufklärer Garlieb Merkel als einer der wenigen deutschbaltischen Gutsbesitzer als vorbildlich hervorgehoben. Gemeinsam mit einigen Geistlichen zählte Carl Friedrich Schoultz von Ascheraden zu den ersten Vordenkern der Aufklärer im Baltikum. Der Historiker Eckardt nannte ihn in seiner Geschichte den „ausgezeichnetste[n] Mann, der während des 18. Jahrhunderts an den livländischen Angelegenheiten überhaupt Theil gehabt hat.“; für Herder war er der „Gerechte auf A.**[= Aschenraden]“. Sein Beispiel wirkte, wenn auch erst allmählich, auf eine Verbesserung der Lage der Bauern im ganzen Lande hin und leitete die Aufklärung ein, die ihren Abschluss in den Landtagsbeschlüssen über die Bauernemancipation von 1804 bis 1819 fand.

## Familie
Sein Vater war der schwedische Kapitän Martin Heinrich Schoultz von Ascheraden (um 1687 1736), der 1745 in 1. Ehe mit Jakobina von Stackelberg (1696–1717) und in 2. Ehe mit Anna Margaretha von Stackelberg (1694–1777) verheiratet war. Aus der 2. Ehe stammte Carl Friedrich, er heiratete 1745 Christina Helena von Liphart (1728–1790). Sie hatten keine Nachkommen.